# 穆罕默德·奥克塔夫
穆罕默德·奥克塔夫（土耳其語：Mehmet Oktav，1917年—1996年4月6日），土耳其男子摔跤运动员。他曾代表土耳其参加1948年夏季奥林匹克运动会摔跤比赛，获得男子古典式次轻量级金牌。